# Sân vận động Bloomfield
Sân vận động Bloomfield (tiếng Hebrew: אצטדיון בלומפילד) là một sân vận động bóng đá ở Tel Aviv, Israel. Sân có sức chứa 29.400 chỗ ngồi. Đây là sân nhà của Maccabi Tel Aviv, Hapoel Tel Aviv và Bnei Yehuda Tel Aviv. Sân vận động cũng tổ chức một số trận đấu trên sân nhà của đội tuyển bóng đá quốc gia Israel.

## Lịch sử
Sân vận động Bloomfield được xây dựng ở Đông Jaffa. Trận đấu đầu tiên tại sân vận động mới là trận đấu giữa Hapoel Tel Aviv và Shimshon Tel Aviv vào ngày 13 tháng 10 năm 1962. Trận đấu kết thúc với tỉ số hòa 1–1. Sân vận động chính thức được khánh thành vào ngày 13 tháng 12 năm 1962 trong trận đấu giao hữu giữa Hapoel và câu lạc bộ Sportclub Enschede của Hà Lan.
Năm 1963, Maccabi Tel Aviv chuyển sân nhà từ Sân vận động Maccabiah đến Sân vận động Bloomfield. Nhưng vào năm 1985, Maccabi chuyển sân nhà sang Sân vận động Ramat Gan và vào năm 2000, Maccabi trở về Sân vận động Bloomfield, sử dụng làm sân nhà.
Năm 1964, Sân vận động Bloomfield đã tổ chức các trận đấu của Cúp bóng đá châu Á 1964.
Năm 2004, Bnei Yehuda Tel Aviv chuyển sân nhà đến Sân vận động Bloomfield, khiến sân vận động này trở thành sân vận động duy nhất trong ba giải đấu hàng đầu của bóng đá Israel có ba đội thuê.
Vào tháng 9 năm 2010, Sân vận động Bloomfield đã được UEFA đánh giá là sân vận động Hạng 4, cho phép sân tổ chức các trận đấu vòng bảng Champions League.
Đây là một trong bốn địa điểm tổ chức Giải vô địch bóng đá U-21 châu Âu 2013. Nơi đây đã tổ chức ba trận đấu thuộc bảng A của giải đấu.
Từ năm 2016 đến năm 2019, sân đã đóng cửa để cải tạo và mở rộng sức chứa lên 29.000 chỗ ngồi. Do đó, ba câu lạc bộ phải thi đấu các trận đấu trên sân nhà tại Petah Tikva và Netanya cho đến tháng 8 năm 2019.
Khi Israel cho phép các buổi hòa nhạc diễn ra trở lại sau đại dịch COVID-19, Sân vận động Bloomfield là một trong những địa điểm đầu tiên cho phép mọi người tham gia các buổi biểu diễn trực tiếp.
Vào ngày 1 tháng 8 năm 2021, sân vận động này đã tổ chức trận đấu Siêu cúp bóng đá Pháp 2021 giữa Lille và Paris Saint-Germain.

## Địa điểm tổ chức buổi hòa nhạc
Nơi đây đã tổ chức các buổi hòa nhạc của các nghệ sĩ âm nhạc như Pixies, Soundgarden, Phil Collins, Black Eyed Peas, Scorpions, Barbra Streisand, Rihanna và Céline Dion. Dion sẽ biểu diễn tại đây vào ngày 31 tháng 5 năm 2023, như một phần của chuyến lưu diễn Courage World Tour của cô. Đây sẽ là buổi biểu diễn đầu tiên của cô tại Israel.

## Hình ảnh

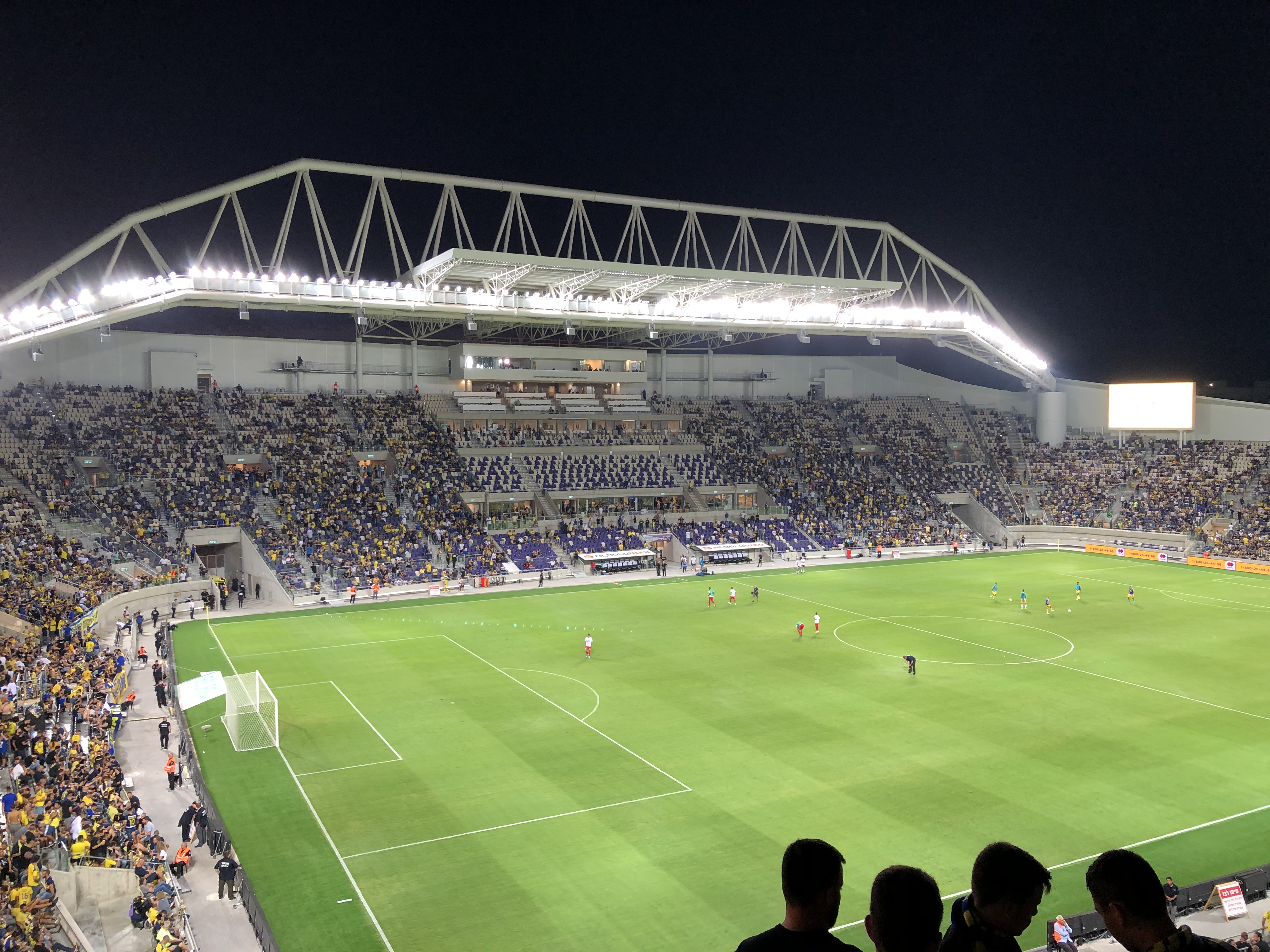
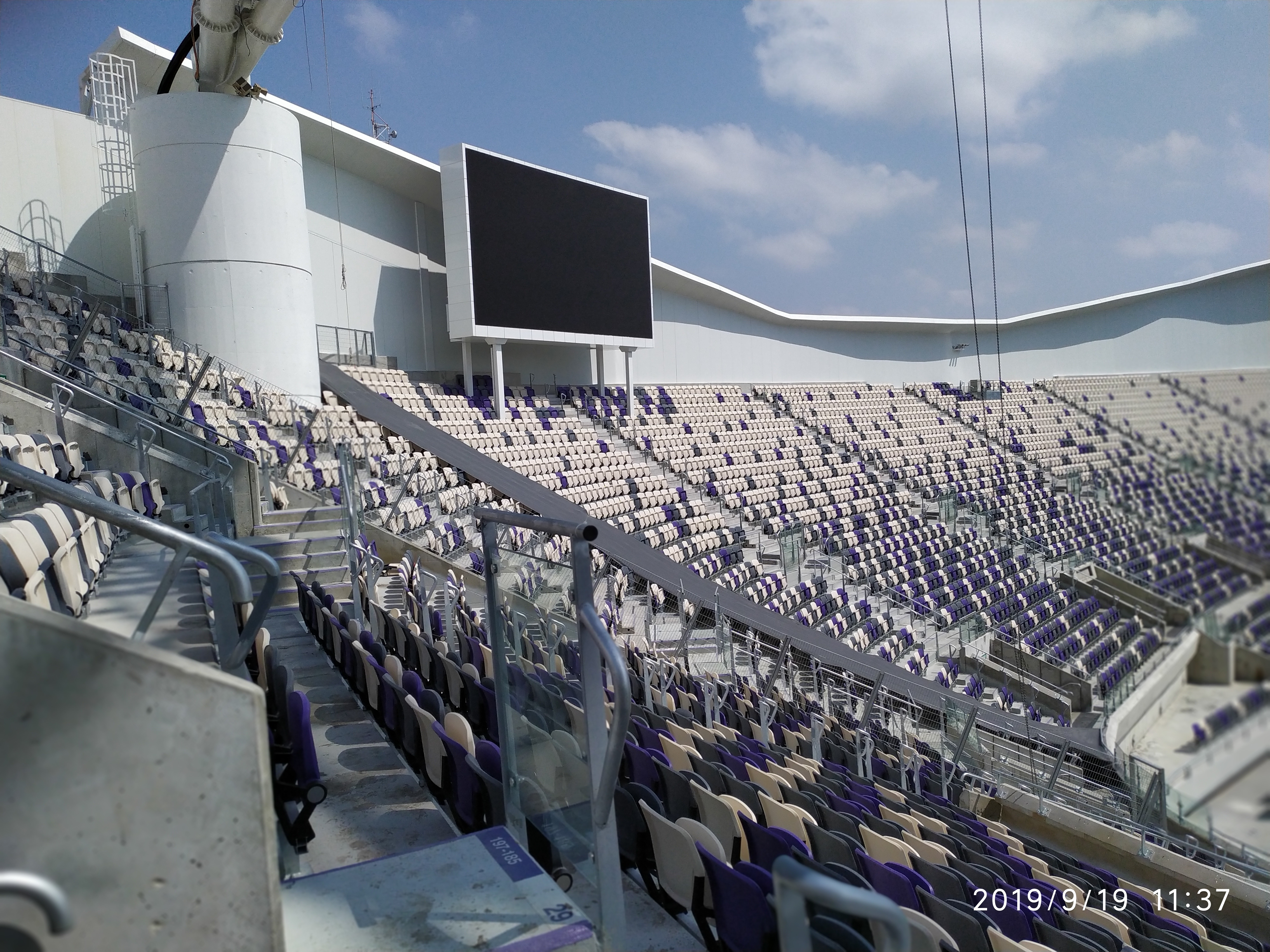
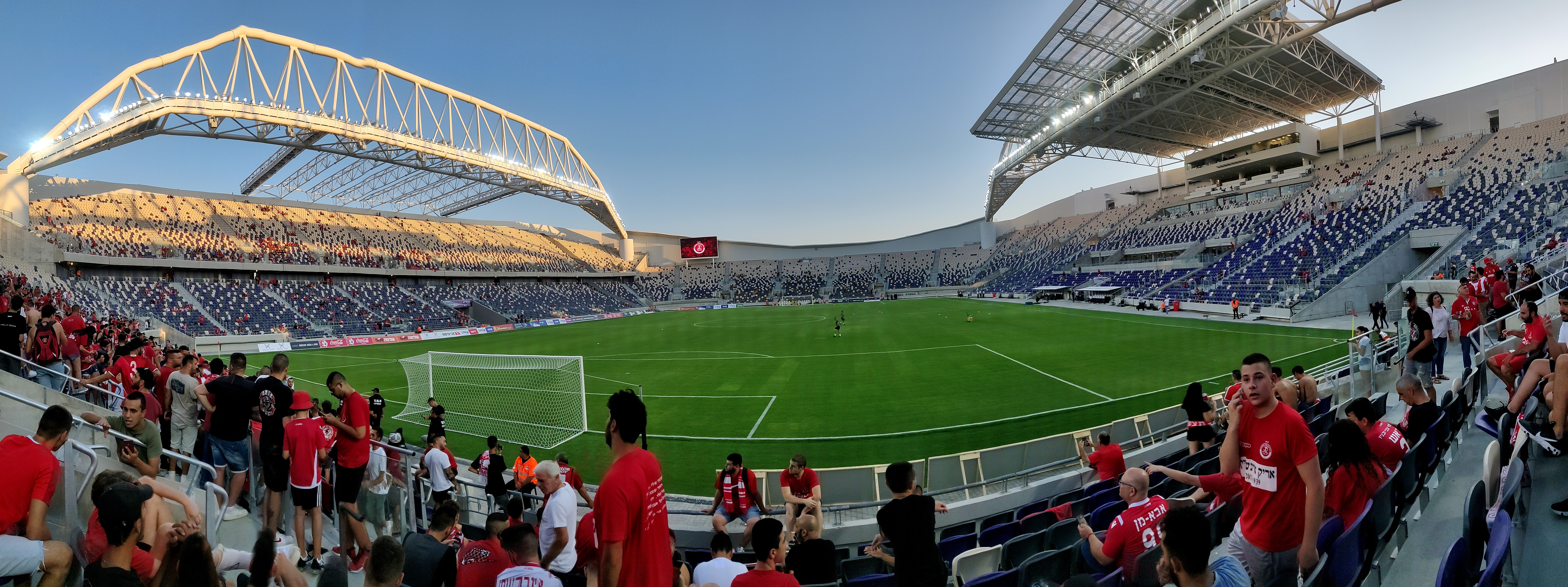
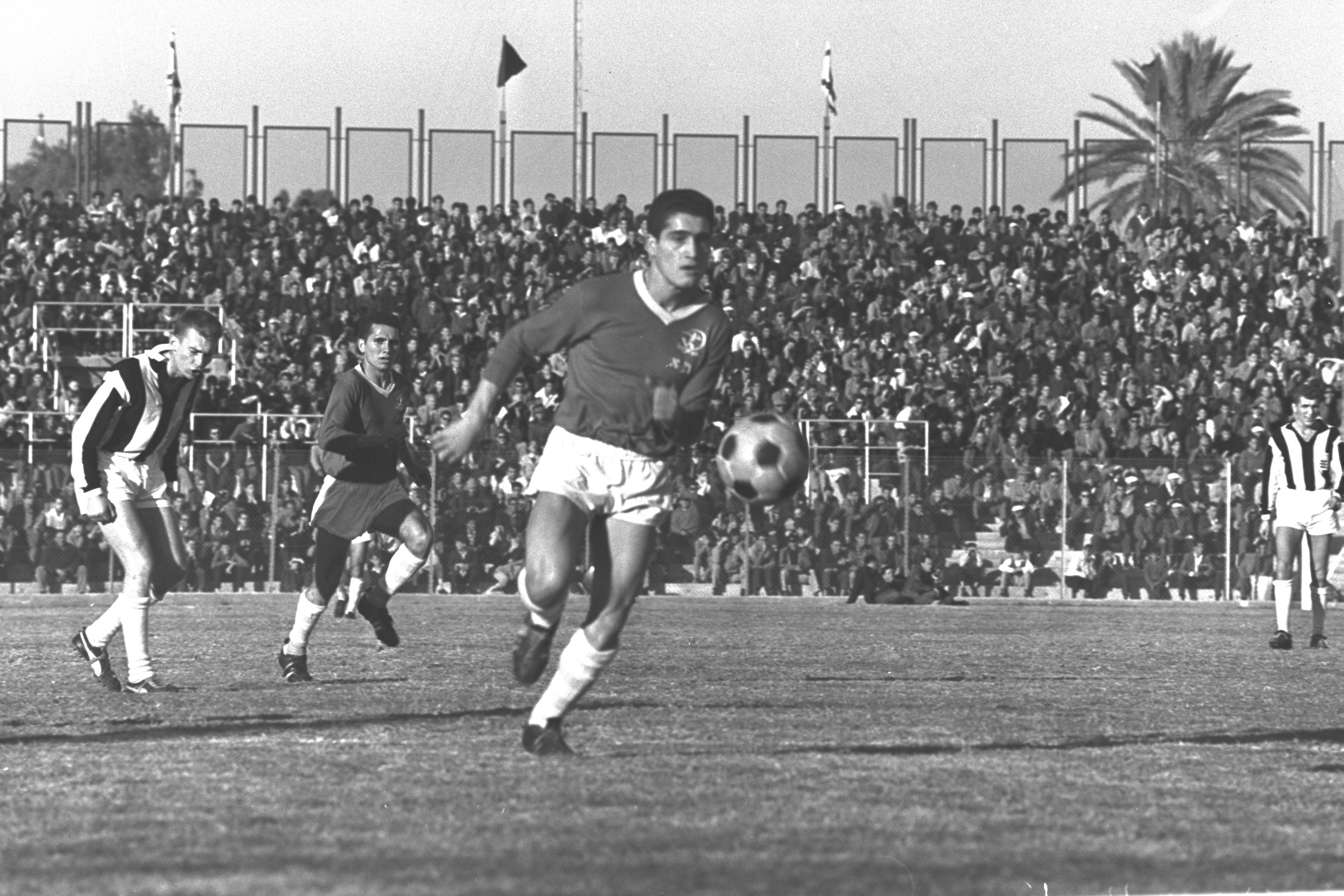
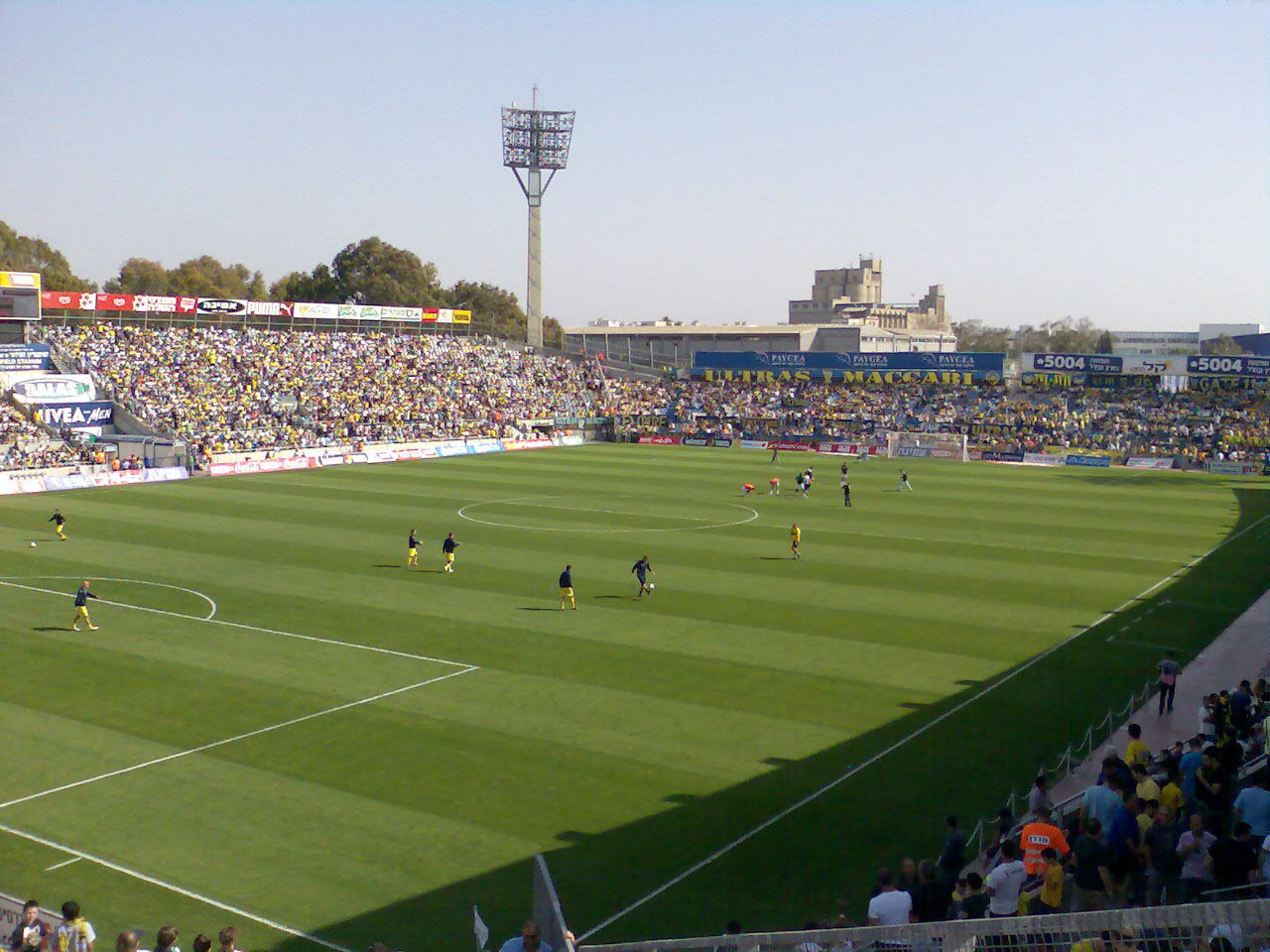
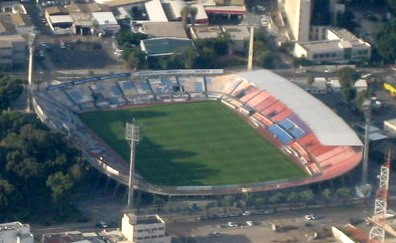

## Cổng
| Cổng  | Lối vào | Khu vực                   | Sức chứa | Ghi chú |
| ----- | ------- | ------------------------- | -------- | --- |
| 1/VIP | 24-27   | 204-206, 304-306, 404-406 | 1.316    | Khán đài Vàng, khán đài Bạch kim, hộp báo chí và hộp sang trọng                                                            |
| 2     | 28-30   | 207-209, 307-310          | 3.130    | Khán đài nhà của Hapoel và Maccabi                                                                                         |
| 4/5   | 41-48   | 214-217, 311-318          | 4.842    | Khán đài nhà của các cổ động viên Hapoel. Trong các trận đấu của Maccabi, khán đài này dành cho các cổ động viên đội khách |
| 7     | 71-74   | 221-224, 319-324, 419-424 | 5.338    | Khán đài nhà của Hapoel, Maccabi và Bnei Yehuda                                                                            |
| 7/8   | 75-76   | 225, 325, 425             | 1.130    | Khán đài nhà của Hapoel, Maccabi và Bnei Yehuda                                                                            |
| 8     | 77-80   | 226-229, 326-331, 426-431 | 5.342    | Khán đài nhà của Hapoel, Maccabi và Bnei Yehuda                                                                            |
| 10/11 | 101-108 | 233-236, 332-339          | 4.861    | Khán đài nhà của các cổ động viên Maccabi. Trong các trận đấu của Hapoel, khán đài này dành cho các cổ động viên đội khách |
| 13    | 21-23   | 201-203, 300-303          | 3.149    | Khán đài nhà của Maccabi                                                                                                   |

## Các trận đấu quốc tế
| Ngày                 |           | Kết quả |            | Giải đấu                          | Khán giả |
| -------------------- | --------- | ------- | ---------- | --------------------------------- | -------- |
| 29 tháng 5 năm 1964  | Israel    | 2–0     | Ấn Độ      | Asian Cup 1964                    | 22.000   |
| 2 tháng 6 năm 1964   | Ấn Độ     | 3–1     | Hồng Kông  | Asian Cup 1964                    | 5.000    |
| 17 tháng 3 năm 1968  | Israel    | 7–0     | Ceylon     | Vòng loại Thế vận hội Mùa hè 1968 | 14.000   |
| 22 tháng 3 năm 1968  | Israel    | 4–0     | Ceylon     | Vòng loại Thế vận hội Mùa hè 1968 | 10.000   |
| 28 tháng 3 năm 1979  | Israel    | 0–2     | Bỉ         | Vòng loại Thế vận hội Mùa hè 1980 | 17.000   |
| 30 tháng 10 năm 1983 | Israel    | 1–0     | Bồ Đào Nha | Vòng loại Thế vận hội Mùa hè 1984 | 8.000    |
| 20 tháng 11 năm 1983 | Israel    | 0–1     | Đức        | Vòng loại Thế vận hội Mùa hè 1984 | 17.000   |
| 11 tháng 10 năm 1995 | Israel    | 2–0     | Azerbaijan | Vòng loại Euro 1996               | 7.000    |
| 26 tháng 3 năm 2011  | Israel    | 2–1     | Latvia     | Vòng loại Euro 2012               | 10.801   |
| 29 tháng 3 năm 2011  | Israel    | 1–0     | Gruzia     | Vòng loại Euro 2012               | 13.716   |
| 2 tháng 9 năm 2011   | Israel    | 0–1     | Hy Lạp     | Vòng loại Euro 2012               | 13.100   |
| 5 tháng 6 năm 2013   | Anh       | 0–1     | Ý          | U-21 Euro 2013                    | 10.660   |
| 8 tháng 6 năm 2013   | Ý         | 4–0     | Israel     | U-21 Euro 2013                    | 13.750   |
| 11 tháng 6 năm 2013  | Na Uy     | 1–1     | Ý          | U-21 Euro 2013                    | 7.130    |
| 18 tháng 11 năm 2019 | Argentina | 2–2     | Uruguay    | Giao hữu                          | 29.000   |
| 25 tháng 3 năm 2021  | Israel    | 0–2     | Đan Mạch   | Vòng loại World Cup 2022          | 5.000    |
| 28 tháng 3 năm 2021  | Israel    | 1–1     | Scotland   | Vòng loại World Cup 2022          | 5.000    |